# Dennis (condado de Barnstable, Massachusetts)
Dennis é um lugar designado pelo censo localizado no condado de Barnstable no estado estadounidense de Massachusetts. No Censo de 2010 tinha uma população de 2.407 habitantes e uma densidade populacional de 182,8 pessoas por km².

## Geografia
Dennis encontra-se localizado nas coordenadas 41° 43′ 49″ N, 70° 11′ 51″ O. Segundo a Departamento do Censo dos Estados Unidos, Dennis tem uma superfície total de 13.17 km², da qual 12.63 km² correspondem a terra firme e (4.05%) 0.53 km² é água.

## Demografia
Segundo o censo de 2010, tinha 2.407 pessoas residindo em Dennis. A densidade populacional era de 182,8 hab./km². Dos 2.407 habitantes, Dennis estava composto pelo 96.88% brancos, o 0.58% eram afroamericanos, o 0.33% eram amerindios, o 0.33% eram asiáticos, o 0.25% eram insulares do Pacífico, o 0.62% eram de outras raças e o 1% pertenciam a duas ou mais raças. Do total da população o 1.5% eram hispanos ou latinos de qualquer raça.